# Termómetro de Galileu

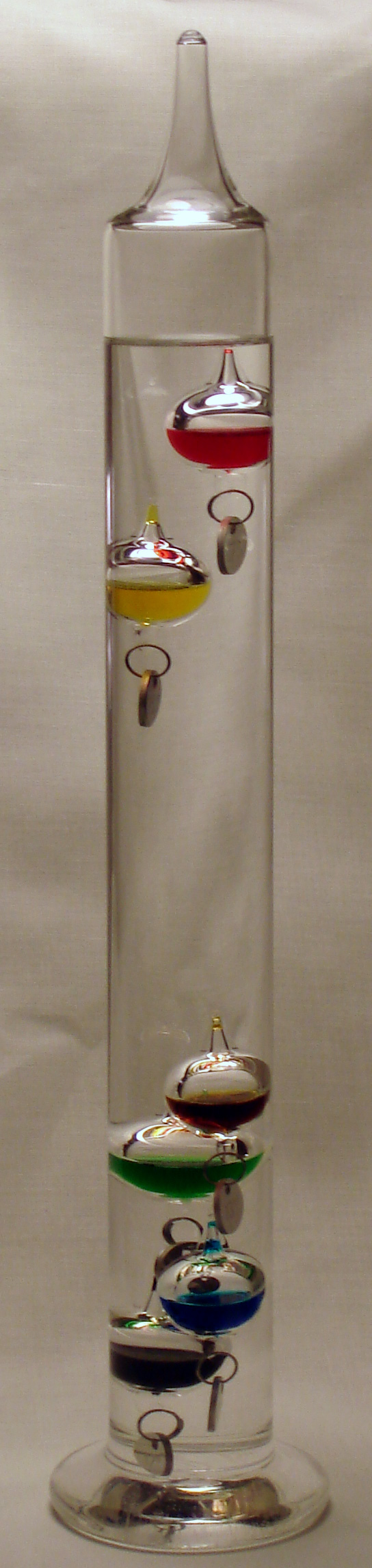
O termômetro de Galileu.

O termômetro de Galileu é um termômetro que leva o nome do físico italiano Galileu Galilei pela sua descoberta de que a densidade de um líquido, e logo também a força de impulsão por este exercida, depende da temperatura. No início dos anos 1600, Galileu começou a fazer as primeiras observações da temperatura com a invenção desse termômetro.

## Descrição
O termômetro de Galileu consiste numa coluna de vidro cheia de um líquido onde se encontram imersos pequenos globos de vidro cheios do mesmo líquido. A densidade efetiva de cada globo é ajustada usando diferentes quantidades de líquido. Deste modo, quando a temperatura ambiente é superior a um dado valor, apresentado numa pequena placa que pende do globo, este flutua no cimo da coluna, caso contrário desce até ao fundo da coluna. Portanto pode estimar-se a temperatura ambiente verificando qual a temperatura indicada pelo globo mais baixo entre os que flutuam na parte de cima da coluna. Nestes termômetros, usados sobretudo como decoração, é comum usarem-se por razões puramente estéticas colorantes de diferentes cores dentro dos globos.[carece de fontes?]